# Stephan Vuckovic
Stephan Vuckovic (Reutlingen, 22 juni 1972) is een Duits triatleet. Hij nam eenmaal deel aan de Olympische Spelen en won bij die gelegenheid een zilveren medaille.
In 1997 werd hij tweede op de Europees kampioenschappen olympische afstand.
Vuckovic deed mee aan de Olympische Zomerspelen 2000. Hij won een zilveren medaille met een tijd 1:48.37,58. Zijn tussentijden waren:
- Zwemmen 1500 m: 18.35,59
- Fietsen 40 km: 58.52,10
- Lopen 10 km: 31.09,89

In 2000 wees de ETU hem en Brigitte McMahon aan als de "Europese triatleet van het jaar".
In 2001 liep hij een zeldzame bacterie-infectie op. Met 41 graden werd hij naar het ziekenhuis gebracht, waar bleek dat zijn lever- en nierfunctie waren uitgevallen. Hij herstelde na twee dagen intensive care.
Vuckovic is aangesloten bij PV Triathlon Witten.

## Palmares

### Triatlon
- 1995: 12e EK olympische afstand in Stockholm - 1:48.36
- 1995: 16e WK olympische afstand in Cancún - 1:51.27
- 1996: 18e EK olympische afstand in Szombathely - 1:46.10
- 1996: 17e WK olympische afstand in Cleveland - 1:42.47
- 1997:  EK olympische afstand in Vuokatti - 2:00.19
- 1997: 23e WK olympische afstand in Perth - 1:51.56
- 1998: 27e EK olympische afstand in Velden - 1:55.11
- 1998: 46e WK olympische afstand in Lausanne - 2:01.52
- 1999: 17e EK olympische afstand in Funchal - 1:50.44
- 1999: 35e WK olympische afstand in Montreal - 1:48.00
- 2000:  Olympische Spelen in Sydney - 1:48.37,58
- 2000: 25e WK olympische afstand in Perth - 1:53.31
- 2002: 19e WK olympische afstand in Cancún - 1:53.22
- 2003: 19e WK olympische afstand in Queenstown - 1:57.10
- 2004: 14e EK olympische afstand in Valencia - 1:49.48
- 2005:  Ironman Canada - 8:36.34
- 2005: 10e Ironman Hawaï - 8:29.35
- 2006: 12e Ironman Germany - 8:58.38
- 2006: 14e Ironman Hawaï - 8:34.26
- 2007:  Ironman Lanzarote - 9:04.11
- 2007: DNF Ironman Hawaï
- 2007:  Ironman Florida - 8:21:29
- 2008: DNF Ironman Hawaï
- 2009: 20e Ironman Hawaï - 8:51.35

- Gemeinsame Normdatei: 1213096626
- Virtual International Authority File: 8891159400305519620002